# SN 2009bu
SN 2009bu – supernowa typu II-P odkryta 25 marca 2009 roku w galaktyce NGC 7408. W momencie odkrycia miała maksymalną jasność 16,40m.